# Argoños
Argoños és un municipi de la Comunitat Autònoma de Cantàbria. Limita al nord amb Noja, a l'oest amb Arnuero, al sud amb Escalante i a l'est amb Santoña i la seva badia. Està situat en la històrica comarca de Trasmiera.

## Localitats
- Ancillo.
- Argoños (Capital).
- Cerecedas.
- Santiuste.

## Demografia
| 1900 | 1910 | 1920 | 1930 | 1940 | 1950 | 1960 | 1970 | 1980 | 1990 | 2000 | 2005  |
| ---- | ---- | ---- | ---- | ---- | ---- | ---- | ---- | ---- | ---- | ---- | ----- |
| 511  | 658  | 634  | 702  | 713  | 797  | 780  | 553  | 580  | 652  | 868  | 1.355 |

Font: INE

## Administració
| Eleccions municipals, 25 de maig de 2003 |      |        |          |
| Partit                                   | Vots | %      | Regidors |
| PP                                       | 510  | 67,19% | 5        |
| PRC                                      | 175  | 23,06% | 2        |

| Eleccions municipals, 27 de maig de 2007 |      |        |          |
| Partit                                   | Vots | %      | Regidors |
| PP                                       | 647  | 64,31% | 7        |
| PSOE                                     | 172  | 17,10% | 1        |
| PRC                                      | 156  | 15,51% | 1        |